# Фрагменти грецьких істориків
Фрагменти грецьких істориків — збірник фрагментів давньогрецьких істориків, що збереглися в інших авторів. Сьогодні існує два видання Fragmenta historicorum Graecorum (1841—1870, підготовлене Карлом Мюллером) та Die Fragmente der griechischen Historiker (1923—1958, підготовлене Феліксом Якобі).

## Fragmenta historicorum Graecorum, видання Карла Мюллера
Видання підготовлене німецьким дослідником Карлом Мюллером (Karl Wilhelm Ludwig Müller, 1813—1894) та його братом Теодором Мюллером (Theodor Müller, 1816—1881), а також французьким вченим Віктором Ланґлуа (Victor Langlois, 1829—1869). Вийшло п'ять томів, останній з них у двох частинах. У виданні представлено близько 600 авторів, а також подано латинський переклад грецьких текстів.
- Fragmenta historicorum Graecorum. Collegit, disposuit, notis et prolegomenis illustravit, indicibus instruxit Carolus Müllerus. (Scriptorum graecorum bibliotheca, Bände 34, 37, 40 und 59) (Digitalisat) (Neuauflagen 1875—1885, 1928—1938, Reprint Frankfurt am Main 1975).
  - Bd. 1. Karl Müller, Theodor Müller, Paris 1841
  - Bd. 2. Karl Müller, Paris 1848
  - Bd. 3. Karl Müller, Paris 1849
  - Bd. 4. Karl Müller, Paris 1851
  - Bd. 5, 1. Karl Müller, Paris 1873
  - Bd. 5, 2. Victor Langlois: Historicorum Graecorum et Syriorum reliquiae in Armeniorum scriptis servatae. Paris 1884